# Кантлу
Кантлу́ (фр. Canteloup) — коммуна во Франции, находится в регионе Нижняя Нормандия. Департамент коммуны — Кальвадос. Входит в состав кантона Троарн. Округ коммуны — Кан.
Код INSEE коммуны — 14134.

## Население
Население коммуны на 2010 год составляло 196 человек.
| 1962 | 1968 | 1975 | 1982 | 1990 | 1999 | 2010 |
| ---- | ---- | ---- | ---- | ---- | ---- | ---- |
| 113  | 103  | 126  | 181  | 180  | 166  | 196  |

## Экономика
В 2010 году среди 122 человек трудоспособного возраста (15—64 лет) 94 были экономически активными, 28 — неактивными (показатель активности — 77,0 %, в 1999 году было 69,5 %). Из 94 активных жителей работали 87 человек (47 мужчин и 40 женщин), безработных было 7 (3 мужчин и 4 женщины). Среди 28 неактивных 5 человек были учениками или студентами, 20 — пенсионерами, 3 были неактивными по другим причинам.